# Bromus lanceolatus
Bromus lanceolatus là một loài thực vật có hoa trong họ Hòa thảo. Loài này được Roth mô tả khoa học đầu tiên năm 1797.